# Eleocharis multicaulis
Eleocharis multicaulis é uma espécie de planta com flor pertencente à família Cyperaceae. 
A autoridade científica da espécie é (Sm.) Desv., tendo sido publicada em Observ. Pl. Angers 74. 1818.

## Portugal
Trata-se de uma espécie presente no território português, nomeadamente em Portugal Continental e no Arquipélago dos Açores.
Em termos de naturalidade é nativa das duas regiões atrás referidas.

## Protecção
Não se encontra protegida por legislação portuguesa ou da Comunidade Europeia.